# Leaked
Leaked è un singolo del rapper statunitense Lil Tjay, pubblicato il 6 settembre 2018.

## Remix
Il remix ufficiale di Leaked è stato pubblicato il 20 dicembre 2019, come parte del primo album in studio di Tjay True 2 Myself e vede la partecipazione del rapper statunitense Lil Wayne. Il video musicale è stato pubblicato in concomitanza con l'uscita del singolo.

## Tracce

### Download digitale
1. Leaked – 3:41

### Download digitale - remix
1. Leaked (Remix) (feat. Lil Wayne) – 3:41